# Nitterscheid

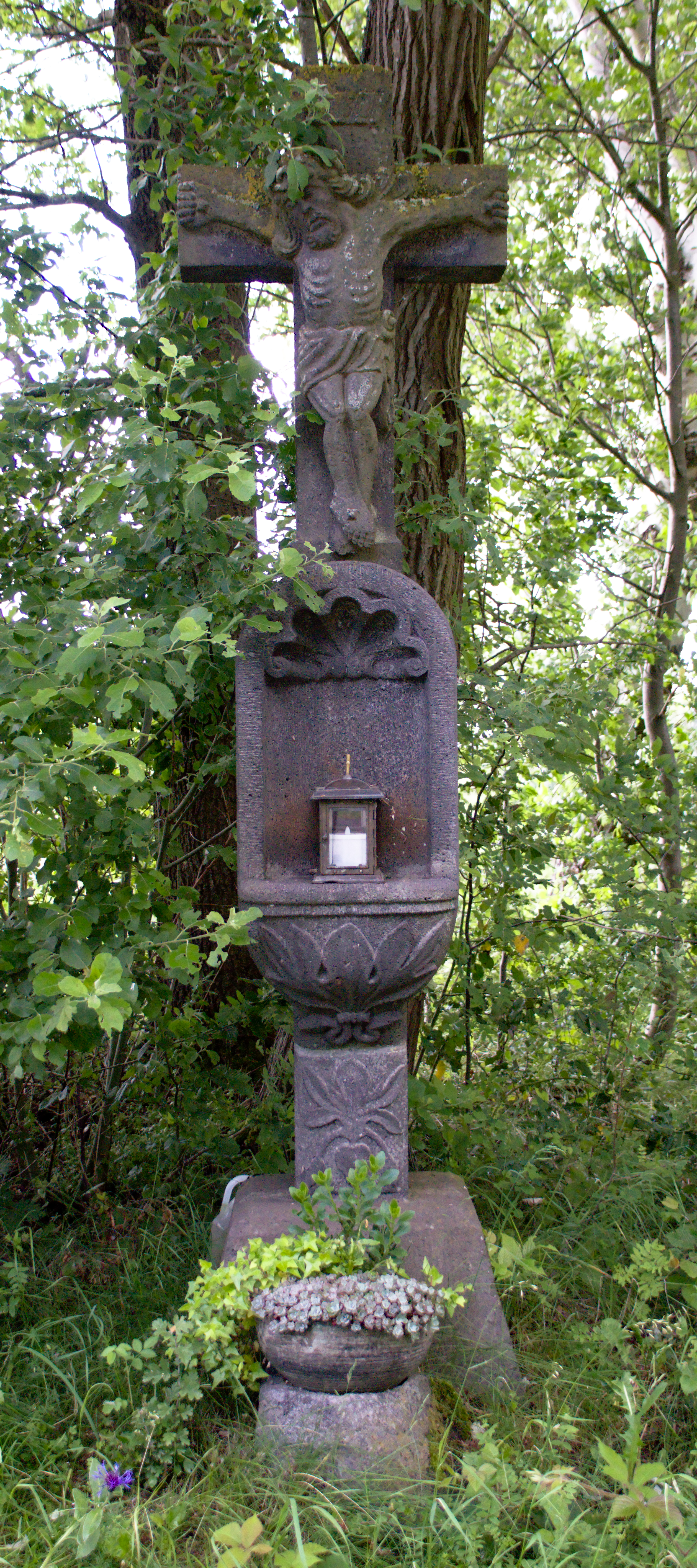
Sogenanntes Hagelkreuz, ein Denkmal am Rand von Nitterscheid

Nitterscheid ist ein Stadtteil von Bad Münstereifel im Kreis Euskirchen, Nordrhein-Westfalen und gehört zur Dörfergemeinschaft und ehemals eigenständigen Gemeinde Mutscheid.

## Lage
Der Ort liegt südöstlich von Bad Münstereifel. Am nördlichen Ortsrand verläuft die Landesstraße 165, am westlichen die Kreisstraße 55 von Esch nach Ohlerath. Die Kreisstraße trennt das Dorf vom Ortsteil Escher Heide. 

## Geschichte
Nitterscheid gehörte zur eigenständigen Gemeinde Mutscheid, bis diese am 1. Juli 1969 nach Bad Münstereifel eingemeindet wurde.

## Kapelle St. Florian
Die Kapelle wurde in den Jahren 1949/50 gebaut und Maria und Josef geweiht. Nach einer Renovierung in den Jahren 1979/80 wurde der heilige Florian ihr Schutzpatron. Das Gebäude ist heute noch vorhanden, wird aber nicht mehr als Kapelle, sondern als Abstellraum verwendet.

## Infrastruktur und Verkehr
In Nitterscheid gibt es eine ehemalige Grundschule, deren angegliederte Gymnastikhalle heute von Vereinen und der Volkshochschule genutzt wird. Die Grundschulkinder werden zur katholischen Grundschule nach Mutscheid gebracht.
Die VRS-Buslinie 822 der RVK verbindet den Ort mit Bad Münstereifel und weiteren Nachbarorten, überwiegend als TaxiBusPlus im Bedarfsverkehr.
| Linie | Verlauf |
| ----- | --- |
| 822   | MiKE (außer im Schülerverkehr): (Bad Münstereifel Gewerbegeb./Ärzteh. →/ Rathaus ←) Bad Münstereifel Bf – Eifelbad – Eicherscheid – Langscheid / Vollmert – Schönau – (Mahlberg ←) Wasserscheide – Esch – Honerath – Berresheim – Hardtbrücke – Ellesheim – Mutscheid – Nitterscheid – Sasserath – Hilterscheid – Ohlerath (– Rupperath / Wershofen) |